# ماروچی فرسنو
ماروچی فرسنو (اسپانیایی: Maruchi Fresno‎؛ ۱۴ فوریه ۱۹۱۶ – ۱۹ ژوئیهٔ ۲۰۰۳) بازیگر اهل اسپانیا بود.
از فیلم‌ها یا برنامه‌های تلویزیونی که وی در آن نقش داشته‌است می‌توان به سلیمان و سبا و گوهرفروشان مهتاب اشاره کرد.